# محدد قياس قوة
محدد قياس القوة أو قائس القوة (بالإنجليزية: Force gauge)‏ أداة قياس صغيرة تستخدم في جميع الصناعات لقياس القوة أثناء اختبار الدفع أو السحب، تستخدم تطبيقاته في عمليات البحث والتطوير، المختبرات، الجودة، الإنتاج والبيئة الميدانية. في وقتنا الحالي، يوجد نوعان من مقاييس القوة اليوم: مقاييس القوة الميكانيكية والرقمية. تقيس مقاييس القوة عادة الضغط في زيادات الإجهاد وغيرها من العوامل البشرية التابعة.

## مقاييس القوة الميكانيكية
يتميز مقياس القوة الميكانيكية، المعروف باسم مقياس السوستة (الزنبرك)، بوجود خطاف ونابض متصلين بجسم ما وقياس مقدار القوة التي تمارس في السوستة لتمديده، مثل مقياس الانفعال على سبيل المثال

### التطبيقات
- اختبارات الزنبرك.
- اختبار الأسلاك المعدنية.
- اختبار قوة الورق المقوى.
- اختبار قوة اللحام بين الأقطاب الكهربائية.
- اختبار زناد البندقية.

## المقياس الرقمي
مقياس القوة الرقمي هو في الأساس أداة محمولة تحتوي على خلية حمل (جهاز إلكتروني يستخدم لتحويل القوة إلى إشارة كهربائية)، جزء إلكتروني وبرنامج وشاشة. من خلال ترتيب ميكانيكي، يقوم مقياس الإجهاد بالاستشعار بالقوة وتحويلها إلى إشارات كهربائية يختلف قيمة جهدها حسب الإشارة المستقبلة.
غالبا ما تستخدم وحدة النيوتن أو الرطل كوحدة قياس للقوة. يتم تطبيق القوة الذروة في أكثر التطبيقات لتحديد جودة المنتج من عدمه مثل:
- قياس قوة مزلاج الباب.
- جودة الزنبرك.
- اختبار الأسلاك.
- الاحتكاك.

## وصلات خارجية
- مقياس القوة